# 李毅中
李毅中（1945年3月—），中国山西大同人；北京石油学院炼油工程专业毕业，教授级高级工程师职称。1980年7月加入中国共产党；是中共第十四、十五届中央候补委员，第十六、十七届中央委员。曾是中华人民共和国工业和信息化部首任部长，曾历任中石化集团总经理，国务院国资委副主任、党委书记，国家安监总局局长等职。

## 生平
自1966年，北京石油学院毕业后，李毅中曾长期从事与石油有关的工作。他先被分配到“山东胜利炼油厂”工作；用了不到八年的时间，就从一名普通工人被逐级提拔为“胜利炼油厂”的厂长；期间，历任技术员，车间副主任、主任，副总工程师等职。
1984年12月，李毅中出任中国石油化工总公司齐鲁石化公司经理；三年后，晋升为中国石化的副总经理。1997年参与创办中国东联石化集团有限责任公司，并任董事长、总经理，兼仪征化纤股份有限公司董事长等职。1998年4月，接替盛华仁出任中石化集团总经理、党组书记；两年后，又兼任其控股公司中国石油化工股份有限公司的董事长。 2003年4月1日，因工作调动辞职。

## 进入政界
2002年11月，李毅中当选中共中央委员会委员。2003年3月，国务院国有资产监督管理委员会成立。李毅中任国资委党委书记、副主任；分管业绩考核局、统计评价局、以及产权管理局。
2005年2月，“国家安全生产监督管理局”升级为正部级单位，并更名为“国家安全生产监督管理总局”；李毅中出任首任局长。
2008年3月，工业和信息化部成立，原国防科工委、信息产业部、国家烟草专卖局等机构纳入其下；李毅中出任工信部首任部长。
2010年12月25日，已年届退休年龄的李毅中辞去了工信部部长职务；在次年2月举行的第十一届全国政协常委会第十二次会议上，被增补为第十一届全国政协委员。
2013年3月，李毅中任十二届全国政协经济委员会副主任。